# Mazin Mohamedein
Mazin Mohamedein (2 maggio 2000) è un calciatore sudanese, difensore dell'Al-Merrikh e della nazionale sudanese.

## Carriera

### Club
Ha giocato sempre nel campionato sudanese.

### Nazionale
Ha esordito in nazionale nel 2021. È stato convocato per la Coppa d'Africa 2021

## Statistiche

### Cronologia presenze e reti in nazionale
| Cronologia completa delle presenze e delle reti in nazionale ― Sudan | Cronologia completa delle presenze e delle reti in nazionale ― Sudan | Cronologia completa delle presenze e delle reti in nazionale ― Sudan | Cronologia completa delle presenze e delle reti in nazionale ― Sudan | Cronologia completa delle presenze e delle reti in nazionale ― Sudan | Cronologia completa delle presenze e delle reti in nazionale ― Sudan | Cronologia completa delle presenze e delle reti in nazionale ― Sudan | Cronologia completa delle presenze e delle reti in nazionale ― Sudan |
| Data                                                                 | Città                                                                | In casa                                                              | Risultato                                                            | Ospiti                                                               | Competizione                                                         | Reti                                                                 | Note                                                                 |
| -------------------------------------------------------------------- | -------------------------------------------------------------------- | -------------------------------------------------------------------- | -------------------------------------------------------------------- | -------------------------------------------------------------------- | -------------------------------------------------------------------- | -------------------------------------------------------------------- | -------------------------------------------------------------------- |
| 30-12-2021                                                           | Limbé                                                                | Etiopia                                                              | 3 – 2                                                                | Sudan                                                                | Amichevole                                                           | -                                                                    | 45’                                                                  |
| 2-1-2022                                                             | Yaoundé                                                              | Zimbabwe                                                             | 0 – 0                                                                | Sudan                                                                | Amichevole                                                           | -                                                                    | 45’                                                                  |
| 11-1-2022                                                            | Garoua                                                               | Sudan                                                                | 0 – 0                                                                | Guinea-Bissau                                                        | Coppa d'Africa 2021 - 1º turno                                       | -                                                                    | 50’                                                                  |
| 15-1-2022                                                            | Garoua                                                               | Nigeria                                                              | 3 – 1                                                                | Sudan                                                                | Coppa d'Africa 2021 - 1º turno                                       | -                                                                    |                                                                      |
| 19-1-2022                                                            | Yaoundé                                                              | Egitto                                                               | 1 – 0                                                                | Sudan                                                                | Coppa d'Africa 2021 - 1º turno                                       | -                                                                    |                                                                      |
| 26-3-2022                                                            | Bangui                                                               | Rep. Centrafricana                                                   | 0 – 0                                                                | Sudan                                                                | Amichevole                                                           | -                                                                    |                                                                      |
| 29-3-2022                                                            | Dar es Salaam                                                        | Tanzania                                                             | 1 – 1                                                                | Sudan                                                                | Amichevole                                                           | -                                                                    |                                                                      |
| 29-5-2022                                                            | Giuba                                                                | Sudan del Sud                                                        | 0 – 0                                                                | Sudan                                                                | Amichevole                                                           | -                                                                    |                                                                      |
| 4-6-2022                                                             | Nouakchott                                                           | Mauritania                                                           | 3 – 0                                                                | Sudan                                                                | Qual. Coppa d'Africa 2023                                            | -                                                                    |                                                                      |
| 8-6-2022                                                             | Omdurman                                                             | Sudan                                                                | 2 – 1                                                                | RD del Congo                                                         | Qual. Coppa d'Africa 2023                                            | -                                                                    |                                                                      |
| 26-9-2022                                                            | Bahir Dar                                                            | Etiopia                                                              | 2 – 2                                                                | Sudan                                                                | Amichevole                                                           | -                                                                    | 71’                                                                  |
| 23-1-2023                                                            | Costantina                                                           | Sudan                                                                | 0 – 3                                                                | Madagascar                                                           | Campionato delle nazioni africane 2022                               | -                                                                    |                                                                      |
| 27-3-2023                                                            | Omdurman                                                             | Sudan                                                                | 1 – 0                                                                | Gabon                                                                | Qual. Coppa d'Africa 2023                                            | -                                                                    | 84’ 90’                                                              |
| Totale                                                               |                                                                      | Presenze                                                             | 13                                                                   |                                                                      | Reti                                                                 | 0                                                                    |                                                                      |